# قطور (خوی)
قطور شهری در بخش قطور شهرستان خوی در استان آذربایجان غربی ایران است. شهر قطور مرکز بخش قطور از بخش‌های سنی‌نشین شهرستان خوی است. گذرگاه مرزی رازی در مرز ترکیه نزدیک قطور قرار گرفته‌است. 

## ترکیب جمعیت
مردمان بخش قطور به کردی کرمانجی تکلم می‌کنند.  در لغتنامه دهخدا آمده‌است که قطور، مسکن ایل شکاک است.

## اختلافات مرزی ایران و عثمانی در قطور
در زمان قاجار منطقه قطور شامل ۳۹ قریه و جزو ولایت خوی بود اختلاف میان ایران و عثمانی بر سر این منطقه از چند دهه پیش آغاز شده بود. براساس ماده ۱۶ پیمان برلین (۱۸۷۸)، باب عالی باید شهر قطور و اراضی آن را با تأیید کمیسرهای انگلیس و روسیه که تعیین حدود عثمانی و ایران را بر عهده داشتند، پس دهد.
این منطقه در زمان رضا شاه با امضای قرارداد سعدآباد از ترکیه گرفته شد و در ازای آن سرزمین آرارات کوچک از ایران جدا و به ترکیه واگذار شد.